# Mühlenstraße 10 (Stralsund)
Das Wohnhaus Mühlenstraße 10 in Stralsund ist ein denkmalgeschütztes Bauwerk in der Mühlenstraße, Ecke Mönchstraße.

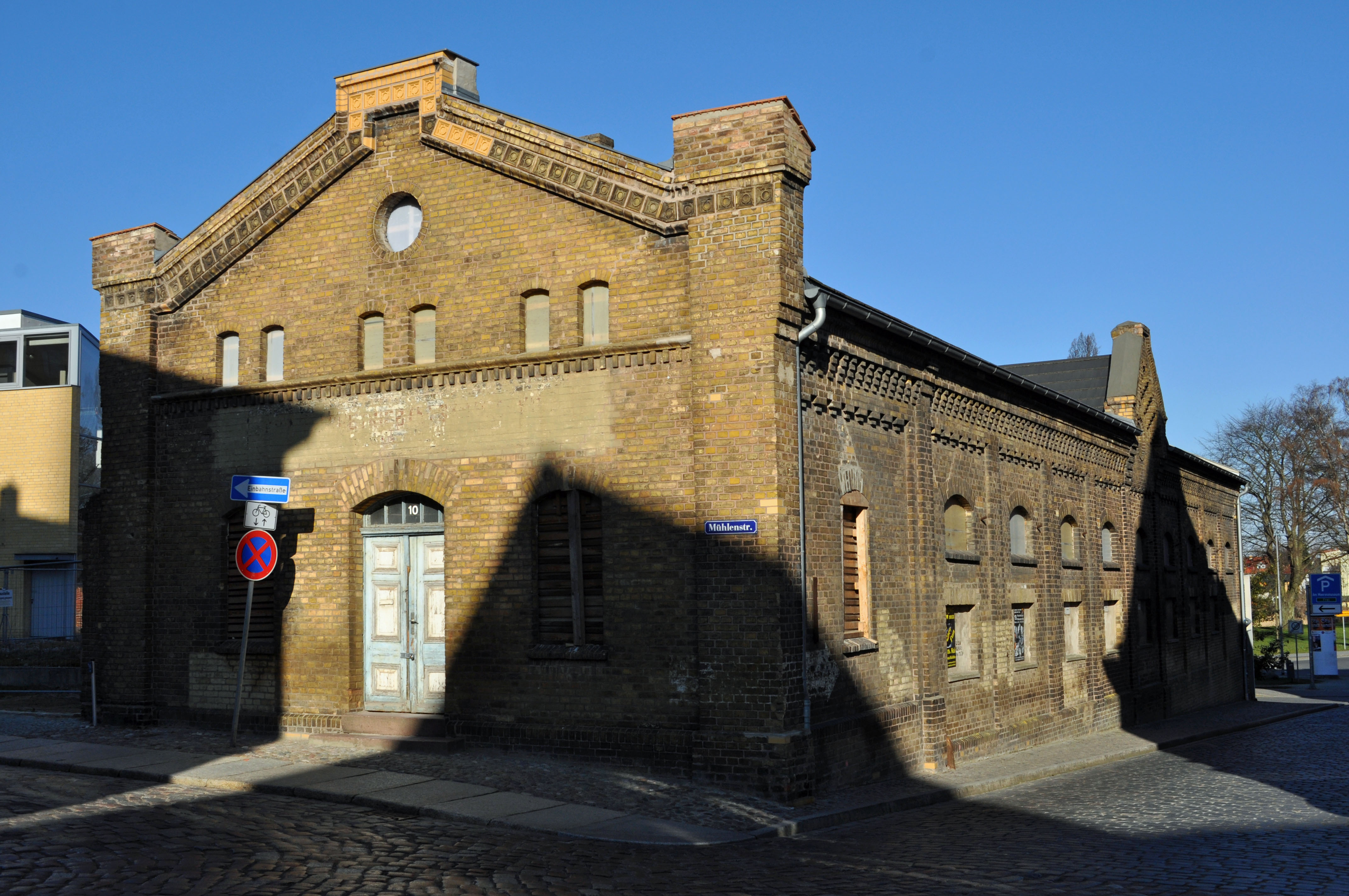
Haus Mühlenstraße 10 in Stralsund (2012)

Das Haus an der Kreuzung mit der Mönchstraße wurde im Jahr 1872 als Pferdestall errichtet. Das Gebäude aus gelbem Backstein weist eine übergiebelte Schmalseite mit einer stichbogigen Tür zur Mühlenstraße hinauf. Die längere, zehnachsige Längsseite zur Mönchstraße hinweist Lisene und ein Zahnschnittfries auf. In der Mitte der Fassade befindet sich ein übergiebeltes Zwerchhaus.
Das Haus im Kerngebiet des von der UNESCO als Weltkulturerbe anerkannten Stadtgebietes des Kulturgutes „Historische Altstädte Stralsund und Wismar“ ist in die Liste der Baudenkmale in Stralsund eingetragen.